# Mario Steller
Mario Steller (eigentlich Walter Mario Steller; * 22. September 1959 in Lichtenstein, Bezirk Karl-Marx-Stadt) ist ein deutscher Sänger und Gesangspädagoge.

## Leben
Nach dem Studium am Robert-Schumann-Konservatorium in Zwickau und an der Hochschule für Musik Carl Maria von Weber in Dresden begann Steller 1985 seine Tätigkeit als Gesangspädagoge an eben dieser Hochschule.
Zur selben Zeit begann er seine Karriere als Sänger, in welcher ihn Engagements unter anderem als Biterolf (Tannhäuser, R. Wagner) an das Theater der Stadt Halberstadt und als Ptolemäus (Giulio Cesare, G.F. Händel) an das Kleist Theater, Frankfurt (Oder) führten sowie als Ensemblemitglied und Richter im Musical Freudiana an das Theater an der Wien.
Nach 1992 ist er vor allem in kleineren Rollen über hunderte Male in der Wiener Staatsoper, bei den Salzburger Festspielen und in weiteren internationalen Produktionen in Erscheinung getreten.
Er ist mit der japanischen Pianistin Kazuko Itaya-Steller verheiratet.

## Werk
Steller ist Mitglied der Wiener Hofmusikkapelle in Österreich.
Er ist ein Sänger-Agent und Juror internationaler Wettbewerbe und verfügt über Kenntnisse im Bereich der Ausbildung und Entwicklung von Sängern. Darüber hinaus war er als Kulturemissär als Betriebsratsvorsitzender der Künstler der Wiener Staatsoper und als Stellvertretender Vorsitzender der Sektion Bühne der „YOUNION – Die Daseinsgewerkschaft“ sowie als Vorsitzender der Fachgruppe Bühne der österreichischen Bundestheater tätig. Er ist Mitglied des Hauptgruppenausschusses der HGVIII LG Wien / Bühne. Seine Tätigkeit umfasst auch Aktivitäten als Autor, Bildregisseur und Chordirektor.
Einen wesentlichen Bestandteil seiner Tätigkeit bildet die Mitarbeit in Interessenvertretungen von Künstlern. So ist er Jurymitglied des österreichischen Musikfonds, Vorstandsmitglied der Österreichischen Interpretengesellschaft – ÖSTIG, Mitglied des Beirats der Österreichischen Verwertungsgesellschaft LSG und Vorstandsmitglied der der Österreichischen Verwertungsgesellschaft LSG – Interpreten.
Seine Tätigkeit als Geschäftsführer der Künstleragentur StellerMusic und des Plattenlabels „Voiceart Records“ endete 2020 nach fast zwanzigjähriger Geschäftstätigkeit.
Seit 2017 unterrichtet er als Dozent an der Musik und Kunst Privatuniversität Wien.
Seit 2020 ist er künstlerischer Leiter der Chorakademie der Wiener Staatsoper.
Er ist seit 1992 Mitglied des Chors der Wiener Staatsoper.

## Würdigung
2015 verlieh ihm der österreichische Bundespräsident den Berufstitel Professor.